# 1566 en France
Chronologie de la France
- 1562
- 1563
- 1564
- 1565
- 1566
- 1567
- 1568
- 1569
- 1570

Pour le Parlement de Paris, l’année 1566 est la dernière année à partir de laquelle le calendrier commence à Pâques pour commencer le 1er janvier, en application de l’édit de Roussillon de 1564. Cette année commençant à Pâques le 14 avril se termine le 31 décembre est l’année la plus courte avec seulement 8 mois et 17 jours. La chancellerie royale applique la réforme dès le 1er janvier 1565.

## Événements
- Janvier : Michel de L’Hospital réunit une assemblée des notables à Moulins[2].
- 8 février : Henri devient duc d’Anjou[3]
- Février : 
  - réforme de la justice par l’ordonnance de Moulins rédigée par le chancelier Michel de L’Hospital[4]. Elle est présentée au Parlement de Paris le 1er mars, qui l’enregistre avec réticence le 23 décembre[2].
  - édit de Moulins sur la règlementation du domaine royal[5].

- Mars : édit de fondation de la bourse de Rouen[6].

- 2 avril : entrée de Charles IX à Clermont[7].

- 1er mai, Paris : fin du tour de France de Charles IX, Catherine de Médicis et leur suite[3]. Retour de la cour à Paris.

- 5 juin : les huguenots sont victimes de sanglantes attaques à Pamiers[8].
- Juillet :
  - ordonnances ecclésiastiques de Jeanne d’Albret données à Paris qui imposent le calvinisme comme religion d’État en Béarn[9].
  - Henri Ier de Guise (dit le Balafré, 1550-1588) sert l’empereur contre les Turcs en Hongrie[10].

- 25 août : crue du Rhône et de la Durance qui inondent le terroir d’Avignon[11].

## Naissances en 1566
- x

## Décès en 1566
- x